# Chihiro Fujioka
Chihiro Fujioka Chihiro Fujioka (藤岡千尋?, Fujioka Chihiro) (Osaka, 24 ottobre 1959) è un compositore giapponese.
È inoltre direttore di videogiochi nell'azienda sviluppatrice di videogiochi second-party di Nintendo. Ha composto le musiche di diversi videogiochi, contribuendo nelle serie di Burai e Final Fantasy Legend. Tra i giochi che ha diretto ricordiamo Super Mario RPG: Legend of the Seven Stars, Koto Battle: Tengai no Moribito, e Tomato Adventure.  Ha anche curato il design di Mario & Luigi: Fratelli nel Tempo.

## Lavori
Compositore
- BURAI (ブライ)
- Final Fantasy Legend III (Sa•Ga 3: 時空の覇者, "Sa•Ga 3: Jikuu no Hasha" in Japan)
- Heart of Phantasm III (夢幻の心臓III)
- Megadimension Neptunia VII

Produttore
- Final Fantasy Legend III
- Paicami (牌神)
  - Paicami 2 (牌神2)
- Power Stakes (パワーステークス)
  - Power Stakes Grade 1 (パワーステークスGrade1)
  - Power Stakes 2 (パワーステークス2)

Game design
- Mario & Sonic ai Giochi olimpici di Tokyo 2020 (マリオ&ソニック AT 東京2020オリンピック)
- Fantasian

Field design
- Mario & Luigi: Partners in Time (マリオ&ルイージRPG2)
- Mario & Luigi: Viaggio al centro di Bowser (マリオ&ルイージRPG3!!!)

Direttore
- Super Mario RPG: Legend of the Seven Stars (スーパーマリオRPG)
- Hamtaro: Rainbow Rescue
  - Hamtaro: Ham-Ham Games
  - Tottoko Hamtaro Hai! Ham-Chans no Ham Ham Challenge! Atsumare wa!
- Koto Battle: Tengai no Moribito' (コトバトル－天外の守人－)
- Tomato Adventure (トマトアドベンチャー)

Altro
- Earthbound (アースバウンド)
- Software House Murder (ソフトハウス殺人事件)
- Lizard (リザード)
- Final Fantasy Mystic Quest (ファイナルファンタジーUSA ミスティッククエスト, "Fainaru Fantajī USA Misutikku Kuesuto" in Giappone)
- UFO: A Day in the Life
- Mario & Luigi: Superstar Saga (マリオ＆ルイージRPG)
- Mario & Luigi: Dream Team Bros. (マリオ&ルイージRPG4 ドリームアドベンチャー)
- Fairy Fencer F
- Mario & Luigi: Paper Jam Bros. (マリオ&ルイージRPG ペーパーマリオMIX)